# Operatie Sonnenwende (Pommeren)
Operatie Sonnenwende of de Tankslag bij Stargard was een tegenaanval van de Duitse Heeresgruppe Weichsel aan het oostfront in de winter van 1945. De aanval werd uitgevoerd door het pas opgerichte 11e Leger op de noordflank van het 1e Wit-Russische Front. De planning van deze aanval was de aanleiding tot enkele hevige discussies tussen Adolf Hitler en generaal Guderian, chef-staf van het Duitse leger. Niet alleen verschilden ze van mening over de omvang van de aanval, maar ook over het commando van de operatie. De aanval begon op 15 februari 1945 en was reeds op 18 februari 1945 vastgelopen. Ondanks de tactische nederlaag had operatie Sonnenwende als resultaat dat Stavka werd versterkt in zijn overtuiging dat eerst Pommeren en Silezië moesten worden veroverd alvorens de aanval op Berlijn kon beginnen.

## Situatie aan het oostfront

### Sovjetzijde
Het einddoel van de wintercampagne in 1945 van het Rode leger was erg ambitieus. Stavka plande een opmars van vier legergroepen over een front, dat zich uitstrekte van Memel tot aan de Karpaten. Het doel van dit offensief was om de oorlog in enkele maanden te beëindigen door Berlijn te veroveren. Ook moest er zo veel mogelijk gebieden in Oost-Europa bezet worden alvorens de oorlog zou eindigen. Dit plan bleek echter niet realiseerbaar. In plaats van als een gesloten front op te rukken, raakten de verschillende Sovjetfronten tijdens hun opmars van elkaar gescheiden. In het noorden slaagde het 3e Wit-Russische Front er pas na zware gevechten in om de Duitse verdediging in Oost-Pruisen te doorbreken. Omwille van de hardnekkige Duitse verdediging moesten ze de hulp inroepen van zijn zuidelijke buur, het 2e Wit-Russische Front. In plaats van de noordflank van het 1e Wit-Russische Front te dekken en Pommeren te veroveren, bleef deze legergroep op de rechteroever van de Weichsel en verplaatste maarschalk Rokossovski zijn aanvallen in de richting van de Baltische kust. Hierdoor ontstond er een opening tussen het 2e Wit-Russische Front en het meer zuidelijke 1e Wit-Russische Front, dat langs de as Warschau-Berlijn oprukte.
De opmars van dit front was bijzonder succesvol. Op 14 januari 1945 braken de legers van maarschalk Zjoekov uit hun bruggenhoofden aan de Weichsel en op minder dan drie weken bereikten de Sovjettanks de Oder, waarbij ze onmiddellijk een bruggenhoofd bij Küstrin wisten te veroveren. Het Rode leger stond op minder dan 70 kilometer van de Duitse hoofdstad. De snelle opmars van beide tanklegers van het 1e Wit-Russische Front betekende echter dat een aantal steden niet werden bezet, maar enkel gepasseerd. Het was de taak van de tragere infanterielegers om de Duitse garnizoenen te vernietigen. Begin februari 1945 hielden de Duitse verdedigers nog steeds stand in Posen, Breslau, Glogau, Schneidemühl, Arnswalde en Küstrin. Deze steden waren als het ware golfbrekers in de opmars van het Rode leger. Elk van deze steden moest omsingeld worden gehouden door eenheden ter omvang van een korps. Dit leidde tot een versnippering van de legers van het 1e Wit-Russische Front. Uiteindelijk bevonden zich slechts vier van de tien legers aan de Oder. De resterende legers hielden de Duitse garnizoenen omsingeld of waren nog onderweg in het kielzog van de tanklegers.
Ten zuiden van het 1e Wit-Russische Front boekte ook het 1e Oekraïense Front succes. Zonder veel verliezen werd het 4e Pantserleger vernietigd en sloeg het front een gat van 50 kilometer in de Duitse verdediging. Door deze opening stuurde maarschalk Koniev zijn tanklegers naar het westen. Nadat ze de Oder bij Glogau hadden bereikt, verlegde het 1e Oekraïense Front zijn opmars naar het zuidoosten. Zijn doelwit was het industriegebied van Silezië. Het 1e Oekraïense Front van maarschalk Koniev wist het industriegebied onbeschadigd te veroveren, maar begin februari bevonden zijn legers zich aan de bovenloop van de Oder in plaats van aan de oevers van de Neisse. Van het breed aaneengesloten frontlijn was geen sprake.

### Opstelling van het Rode Leger
- 1e Wit-Russische Front
  - 47e Leger
  - 1e Poolse leger
  - 3e Stoottroepenleger
  - 61e Leger
  - 1e Garde-tankleger
  - 2e Garde-tankleger
  - 5e Stoottroepenleger
  - 8e Garde Leger
  - 69e Leger
  - 33e Leger

### Duitse zijde

#### Ineenstorting van de Duitse verdediging
Na het rampzalig Weichsel-Oderoffensief was de Duitse Heeresgruppe A ineengestort. Het 4e Pantserleger was bijna volledig vernietigd en het 9e Leger had zware verliezen geleden. Achtervolgd door de tanklegers van het 1e Wit-Russische Front en het 1e Oekraïense Front trokken de restanten van de Duitse legers zich terug naar het westen. Ook Heeresgruppe Mitte had een zware nederlaag geleden. Tijdens de aanval op Oost-Pruisen hadden het 2e Wit-Russische Front en het 3e Wit-Russische Front het Duitse 3e Pantserleger omsingeld in Koningsbergen en het 4e Leger was opgesloten in de Heiligenbeil-pocket.

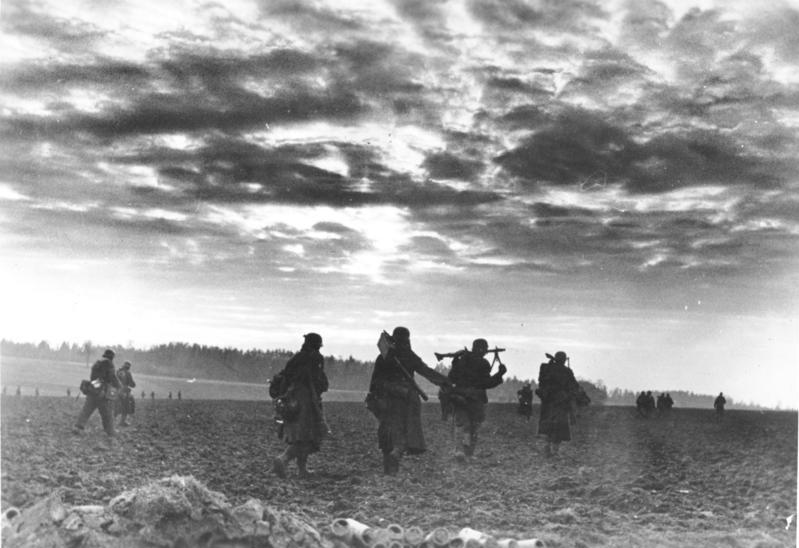
Terugtocht door Polen

Het Weichsel-Oderoffensief en de aanval op Oost-Pruisen hadden een grote uitstulping in de frontlijn gemaakt. Vanaf het Frisches Haff liep de nieuwe frontlijn langs Elbing zuidwaarts naar Graudenz. Beide steden waren echter nog in handen van het 2e leger. Vervolgens boog de frontlijn zich naar het westen en liep door Pommeren via Ratzebuhr tot aan de Oder. Dit gebied stond bekend als het Baltische balkon. De Duitsers hadden een smalle verdedigingslinie achter de Oder opgericht van Schwedt tot aan Ratibor, maar de voorhoede van het 1e Wit-Russische Front had op verscheidene plaatsen de rivier reeds overgestoken. In de gevechten voor de bruggenhoofden over de Oder kregen de Sovjets het aanvankelijk zwaar te verduren, maar ze wisten stand te houden. In sommige gevallen slaagden ze er in om hun bruggenhoofd uit te breiden.
Eind januari 1945 was het duidelijk dat de capitulatie van Duitsland nog slechts een kwestie van tijd was. Hitler weigerde de nederlaag te aanvaarden en hij herschikte zijn troepen. Het was louter een herschikking op papier, want er waren geen reserves beschikbaar. De nieuwe benamingen moesten echter de illusie geven dat het over nieuwe eenheden ging. Heeresgruppe Nord werd Heeresgruppe Kurland, de verslagen Heeresgruppe A werd Heeresgruppe Mitte en de oude Heeresgruppe Mitte werd Heeresgruppe Mitte. Vanuit de restanten van de gehavende legers werd zelfs een nieuwe Heeresgruppe opgericht om de bres tussen Oost-Pruisen en de Oder op te vullen. Organisatorisch was dit een sterke prestatie, maar de gevechtskracht van deze nieuwe Heeresgruppe was nauwelijks meer dan een legerkorps.
Op 24 januari 1945 benoemde Hitler Reichsführer-SS Heinrich Himmler tot bevelhebber van de nieuwe Heeresgruppe Weichsel, die de restanten van drie gehavende Duitse legers omvatte. De linkerflank werd gevormd door het 2e Leger dat het zogenaamde Baltische balkon verdedigde van Elbing tot aan de Oder. Aan de rechterflank bevond zich het 9e Leger, dat achter de Oder was gelegerd en de toegangswegen tot Berlijn verdedigde. In het centrum bevond zich het pas opgerichte 11e Leger (deze eenheid kwam bekend te staan onder de naam 11. Panzerarmee of 11. SS-Panzerarmee, maar dat was niet de officiële naam). Oorspronkelijk was het de bedoeling om dit leger op te bouwen rond het 3e Pantserleger, maar toen duidelijk werd dat het hoofdkwartier van dit leger niet op tijd uit Koningsbergen kon worden geëvacueerd, besliste het Duitse opperbevel om het hoofdkwartier van het III (Germaanse) SS Pantserkorps van generaal Felix Steiner te gebruiken als basis van het nieuwe leger. Het nieuwe pantserleger was op papier een formidabele strijdmacht bestaande uit 8 divisies, 2 brigades en enkele garnizoensdivisies. De werkelijkheid was echter anders. De eenheden waren echter niet op volle sterkte en uitgeput na de maanden van onafgebroken strijd aan het front. De Waffen-SS divisies waren nauwelijks meer dan een gevechtsgroep. Bovendien hadden ze nauwelijks voldoende munitie, brandstof en reserveonderdelen voor hun tanks.

#### Planning van het tegenoffensief
Begin februari 1945 begon generaal Guderian met de planning van een groot tegenoffensief. Hij besefte dat er een opening was tussen de legers van het 1e Wit-Russische Front aan de Oder en de rest van het Rode leger. De Sovjet flanken waren nog niet stevig. Als de Duitsers snel genoeg toesloegen, dan konden ze deze legers met een tangbeweging omsingelen en ze vernietigen. Het 3e Pantserleger zou de noordelijke arm van de tangbeweging vormen en het 6e Pantserleger, pas teruggetrokken uit de Ardennen, zou vanuit het zuiden de omsingeling voltooien. Vanuit Pommeren moest het 3e Pantserleger het belegerde garnizoen in Arnswalde ontzetten en daarna verder oprukken in de richting van Küstrin. Op hetzelfde moment moest het 6e Pantserleger via Glogau aanvallen en daarna naar het noordwesten oprukken. Als beide aanvallen lukten, dan zouden het 2e Garde-tankleger, het 69e Leger en het 5e Stoottroepenleger opgesloten zitten tussen de beide Duitse legers en de Oder.
De Wehrmacht had echter niet voldoende mankracht aan het Oderfront om dit ambitieus plan uit te voeren. Om de nodige troepen te verzamelen voor deze aanval wilde generaal Guderian het 6e Pantserleger naar het Oderfront sturen in plaats van Hongarije en ook de Duitse troepen uit Koerland evacueren. Dit leidde tot een hevige discussie tussen generaal Guderian en Adolf Hitler. De Führer weigerde om het 6e Pantserleger vrij te geven, want hij was vastbesloten om een tegenaanval in Hongarije in te zetten. Ook weigerde hij om Koerland te evacueren. Hierdoor was generaal Guderian verplicht om de omvang van het offensief drastisch te reduceren. Bovendien kon het 3e Pantserleger niet op tijd uit Koningsbergen worden geëvacueerd. 
Een tweede discussie tussen Adolf Hitler en zijn chef-staf ging over wie het bevel moest voeren over de tegenaanval. Omdat het 11e Leger onder Heeresgruppe Weichsel viel, wilde Adolf Hitler dat Reichsführer Heinrich Himmler het bevel zou voeren. Generaal Guderian had geen vertrouwen in de capaciteiten van de onervaren Himmler. Hij had immers geen enkele militaire ervaring en daarom wilde generaal Guderian de bekwame generaal Walther Wenck aan de staf van Heeresgruppe Weichsel toevoegen. Hitler ging niet akkoord en het kwam tot een ruzie tussen Hitler en generaal Guderian. Uiteindelijk gaf Hitler toe, maar het zou de laatste keer zijn dat generaal Guderian hem kon overtuigen.
Aanvankelijk stelde het Duitse opperbevel “Huzarenrit” als codenaam voor. De operatie was inderdaad vergelijkbaar met een cavalerie charge en het resultaat zou ook niet meer zijn dan een uitval. Reichsführer Heinrich Himmler was het hier niet mee eens en hij veranderde de naam in “Sonnenwende”. Hij hoopte dat de tegenaanval van een Waffen-SS Pantserleger het beslissende keerpunt aan het oostfront zou worden. Het was veelzeggend dat Heinrich Himmler zich meer met de benaming van het offensief bezighield, dan met de planning.

### Opstelling van de Wehrmacht

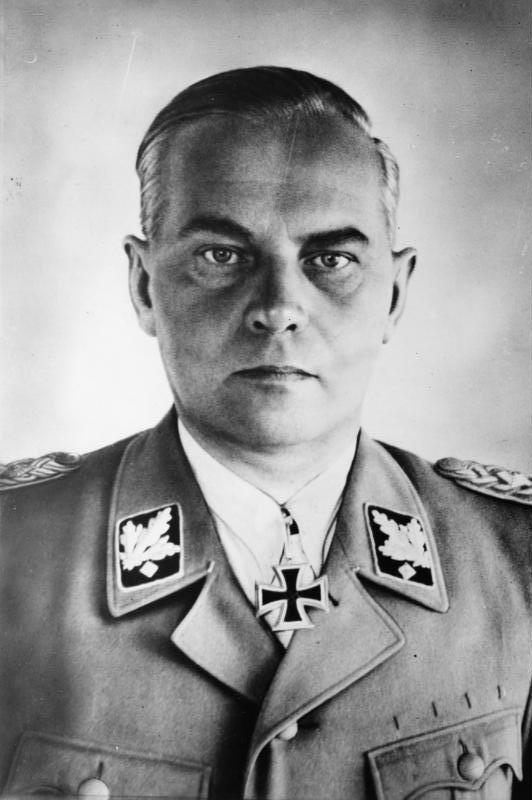
SS-Obergruppenführer en Generaal der Waffen-SS Felix Steiner

- 11e Leger (SS-Obergruppenführer en Generaal der Waffen-SS Felix Steiner)
  - 39e Pantserkorps (Generalleutnant Karl Decker)
    - 4. SS-Polizei-Panzergrenadier-Division,
    - 10. SS-Panzer-Division Frundsberg,
    - 5e SS Freiwilligen Sturmbrigade Wallonien,
    - Gevechtsgroep Pantserdivisie Holstein.

  - III (Germaanse) SS Pantserkorps (Generalleutnant Martin Unrein)
    - 281ste Infanteriedivisie,
    - 4e SS Freiwilligen-Panzergrenadier-Brigade Nederland,
    - Gevechtsgroep divisie Voigt,
    - 11. SS-Freiwilligen-Panzergrenadier-Division Nordland
    - 6. SS-Freiwilligen-Sturmbrigade Langemarck.

  - 10e SS Korps (Generalleutnant Günther Krappe)
    - 5de Jäger-Divisie,
    - Divisie Nr 402.
    - Führer-Grenadier-Divisie,
    - Führer-Begleit-Divisie.

## Offensief

### Aanval van het 2e Wit-Russische Front
Op 8 februari 1945 gaf Stavka aan maarschalk Rokossovski om met zijn 2e Wit-Russische Front de aanval op Pommeren te beginnen. Hij moest oprukken langs de westelijke oever van de Weichsel, het Duitse 2e leger uit zijn verdediging verdrijven en een linie bezetten die van de monding van de Weichsel via Rummelsberg naar Neustettin liep. Daarna moest hij verder doorstoten naar Stettin en Danzig zodat heel Pommern in handen van de Sovjets zou vallen. Hierdoor zou het 2e Wit-Russische Front de rechterflank van Zjoekov kunnen dekken tijdens de aanval op Berlijn.
Het ambitieuze aanvalsplan van Stavka hield echter geen rekening met de werkelijke toestand. De legers van Rokossovski waren reeds vanaf begin januari in de aanval en ze waren dringend toe aan rust en herbevoorrading. Ook was het Duitse 2e leger nog steeds een geduchte tegenstander, waarvan de soldaten op eigen bodem vochten. Maarschalk Rokossovski uitte zijn bezwaren, maar Stavka gaf hem bevel om de operatie uit te voeren.
Op 10 februari 1945 begon de aanval van het 2e Wit-Russische Front. Hoewel het Rode leger een gat van 60 kilometer in de Duitse verdediging sloeg, werd al spoedig duidelijk dat de Sovjetstrijdkrachten te zwak waren om de gestelde doelen te bereiken. Op 14 februari hadden ze nog maar 40 kilometer afgelegd, maar hun opmars was vastgelopen. Ze waren nog ver verwijderd van Danzig en Stettin. Stavka gaf maarschalk Zjoekov het bevel zijn voorbereidingen voor de aanval op Berlijn op te schorten en zijn collega te ondersteunen.

### Duitse tegenaanval

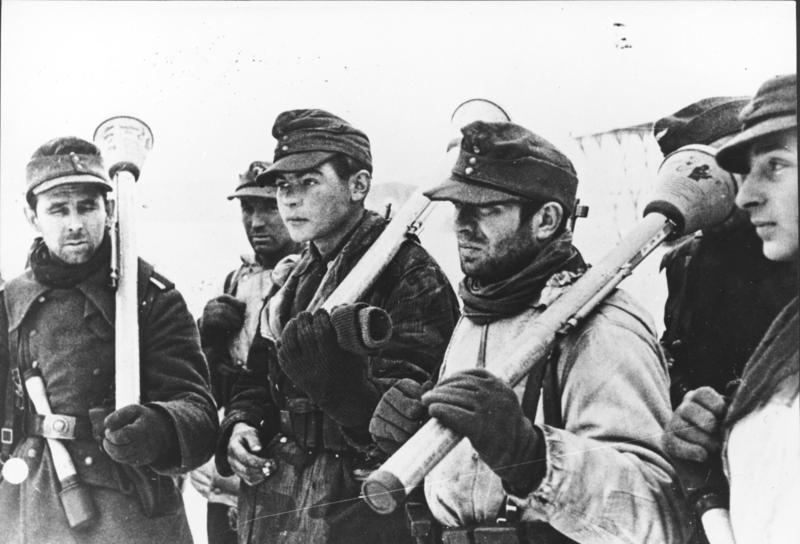
Duitse infanterie bewapend met pantservuisten, februari 1945

Het offensief van het 2e Wit-Russische Front in Pommeren deed het Duitse opperbevel beseffen dat er een onmiddellijke tegenaanval nodig was, zo niet dreigde er een complete nederlaag. Ondanks het feit dat nog niet alle eenheden ter plaatse waren, kreeg generaal Steiner de opdracht om de aanval in te zetten.
Op 15 februari 1945 lanceerde de 11e SS-divisie „Nordland“ een aanval in de richting van Arnswalde. Gesteund door een bataljon van zware Königstiger-tanks rukten de Waffen-SS’ers op. Het Duitse offensief verraste de verspreide eenheden van het 61ste Leger ten noorden van het stadje en ze boden nauwelijks tegenstand. Tot hun eigen verbazing bereikten de pantsergrenadiers in de loop van de middag Arnswalde en konden ze het belegerde garnizoen ontzetten.

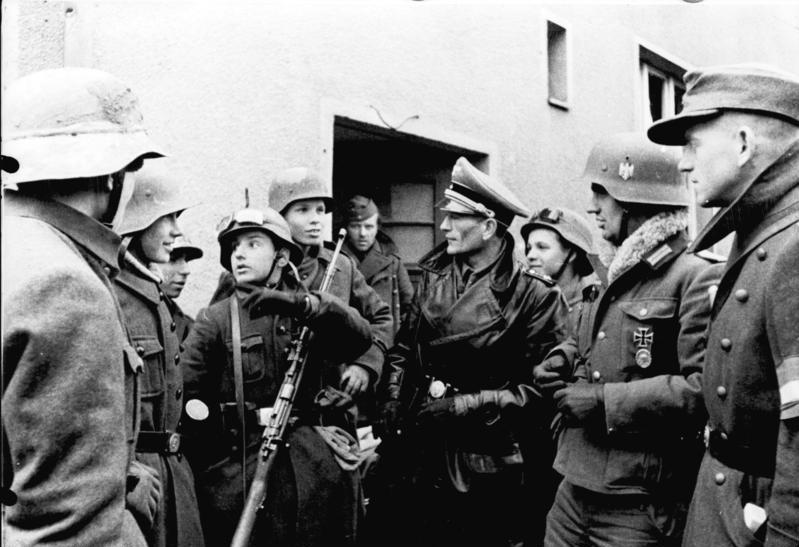
Gevechtsgroep in Pyritz, februari 1945

Aangemoedigd door de succesvolle aanval van “Nordland” ging een dag later ook 39e Pantserkorps in de aanval. In het gebied tussen de Großer Plöner See en het Madü-meer gingen gevechtsgroepen van de 4. SS-Polizei-Panzergrenadier-Division en 5e SS Freiwilligen Sturmbrigade Wallonien in de aanval. Ze ontmoetten weinig tegenstand en tegen de avond heroverden ze Dölitz. Nog meer naar het westen wisten eenheden van de 10. SS-Panzer-Division Frundsberg de voorhoede van het 2e Garde-tankleger te verrassen en Warnitz te heroveren. Maarschalk Zjoekov had dit leger naar het noorden gestuurd om het 2e Wit-Russische Front te ondersteunen, maar ze waren in het pad van het Duitse offensief beland.
Ondertussen hielden de pantsergrenadiers van “Nordland” nog steeds de corridor naar Arnswalde open. Ten oosten van hen bereikten de tanks van Führer-Grenadier-Division en Führer-Begleit-Division Reetz en Liebenow. Ze werden gesteund door Nederlandse Waffen-SS’ers van de 4e SS Freiwilligen-Panzergrenadier-Brigade Nederland. Hier verliep de opmars moeizamer. Het 61ste leger had zich hersteld van zijn aanvankelijke verrassing en de Sovjets hadden zich verschanst achter mijnenvelden. De Duitse verliezen begonnen snel op te lopen.
Op 17 februari had generaal Wenck een vermoeiende bespreking op het hoofdkwartier in Berlijn. Zijn chauffeur was eveneens oververmoeid en generaal Wenck ging zelf achter het stuur van zijn stafauto zitten. Hij viel in slaap en reed op de autobaan Berlijn-Stettin tegen een brugpijler. Zwaargewond werd generaal Wenck afgevoerd. 
Een plotse dooi zorgde ervoor dat de zware Duitse tanks verplicht waren om de wegen te volgen in plaats op te rukken door de velden. Op de wegen waren ze een gemakkelijke prooi voor de Sovjet antitankkanonnen en mijnen. De volgende dag gaf Heinrich Himmler het 11e SS-Pantserleger opdracht om zich in te graven en verdere orders af te wachten. Het initiatief was definitief verloren gegaan.
Op 18 februari had maarschalk Zjoekov voldoende troepen verzameld om in de tegenaanval te gaan. Het 2e Garde-tankleger, het 47ste leger en het 3e Stoottroepenleger begonnen hun aanval op Pommeren. Hun aanval verlichtte de druk op het 61ste leger en in de loop van de dag begon het 11de SS-Pantserleger zich terug te trekken. Enkele dagen later wierp hij ook het 1e Poolse Leger in de strijd. In plaats van enkele eenheden was de volledige rechtervleugel van het 1ste Witrussische Front nu actief betrokken in de strijd om Pommeren.

## Resultaat
Hoewel operatie Sonnenwende een tactische nederlaag was, leidde de aanval toch een onverhoopt strategische succes voor de Duitsers aan het oostfront. De actie van het 11e SS-pantserleger versterkte Stavka in hun overtuiging dat eerst de flanken moesten worden opgeruimd vooraleer men aan de aanval op Berlijn kon beginnen. Maarschalk Zjoekov kreeg bevel om zijn voorbereidingen op te schorten en zijn front naar het noorden te richten om samen met het 2e Wit-Russische Front Pommeren te zuiveren en de havens aan de Baltische Kust te veroveren. Ondertussen moest maarschalk Ivan Koniev in het zuiden Silezië zuiveren.
Operatie Sonnenwende had Berlijn van de ondergang gered, maar het was slechts een uitstel van enkele maanden geweest.